# Веселка (издательство)

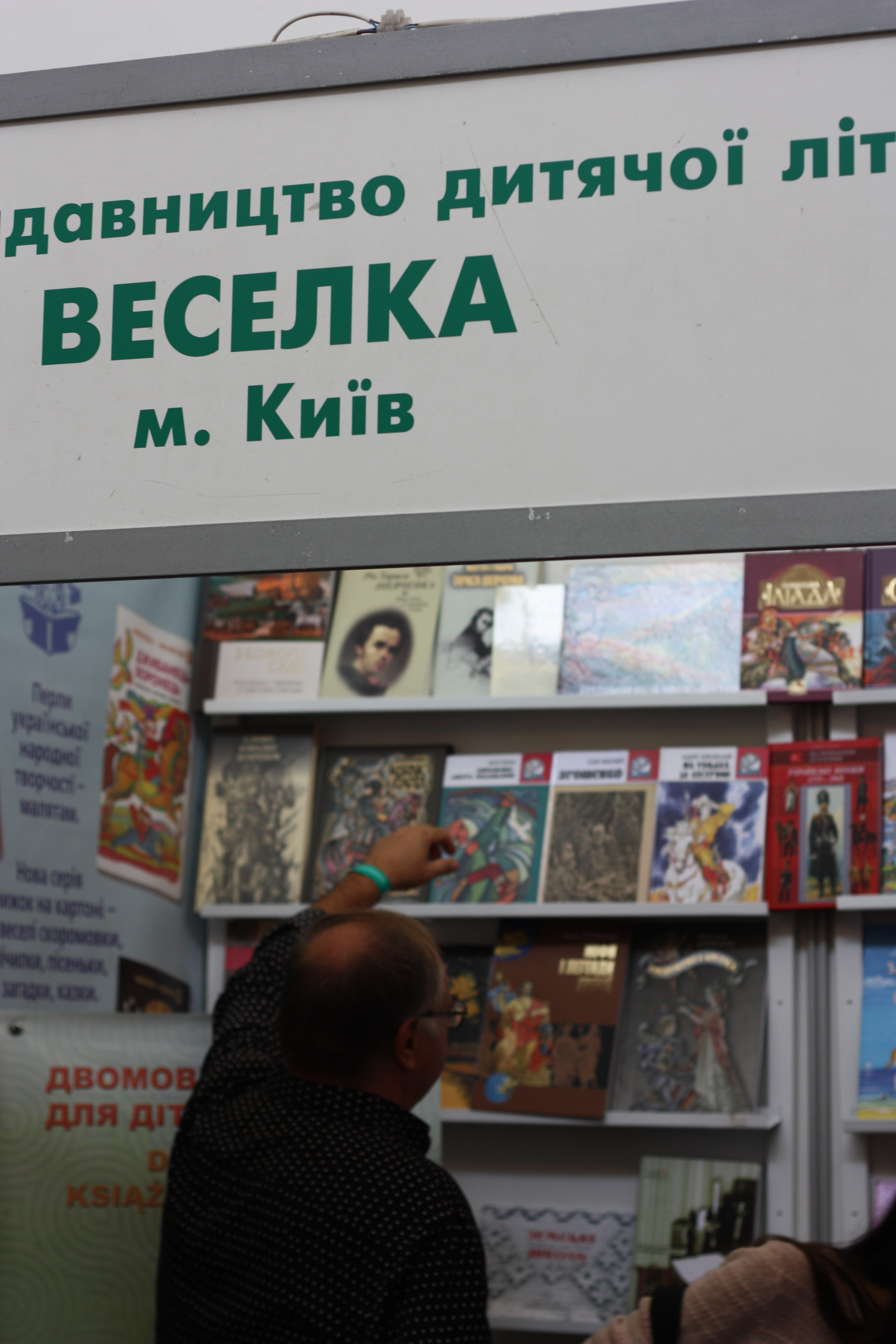
Стенд издательства «Веселка» на форуме издателей во Львове, 2017 год

Издательство «Веселка» (укр. Видавництво «Веселка», с укр. — «Издательство „Радуга“») — советское и украинское издательство, образовано в 1934 году. Расположено в Киеве по адресу: улица Юрия Ильенко, 63. Специализируется на выпуске литературы для детей и переводных изданий.

## История издательства
Издательство основано в Киеве 9 марта 1934 года под официальным названием «укр. Дитвидав УРСР».
С началом Великой Отечественной войны работа издательства была прекращена и возобновлена только в 1956 году на базе редакции литературы для детей издательства «Молодь». В 1964 году издательство получило нынешнее название («Веселка»), а издательство «Молодь» в 1964 году было переподчинено Государственному комитету Совета министров УССР по вопросам печати.
Указом президента Украины № 197/2010 от 19 февраля 2010 года издательству присвоен статус национального.